# 鄭申侠
鄭 申俠（てい しんきょう）は中華人民共和国の軍人。元中国人民解放軍軍事科学院院長。空軍上将。

## 略歴
1958年10月、中国人民解放軍に入隊。1958年10月、空軍第一航空予備学校、後に空軍第三航空学校で学ぶ。
1962年以降、飛行員、中隊長、大隊長、航空兵団長、師団長を歴任。1986年9月から1988年7月まで国防大学基本系で学ぶ。1989年、空軍第7軍参謀長、軍長。1990年、少将。1994年、空軍指揮学院院長。1996年、瀋陽軍区副司令員兼瀋陽軍区空軍司令員。1997年、中将。
1999年、空軍参謀長に任命。2003年6月、軍事科学院院長に任命。2004年、上将に昇進。